# Embraer
Embraer S.A. je brazilska kompanija koja proizvodi zrakoplove i pruža zrakoplovne usluge. Kompanija proizvodi komercijalne, vojne, korporacijske i poljoprivredne zrakoplove
Sjedište tvrtke je u São José dos Camposu, Embraer je treći najveći komercijalni proizvođač zrakoplova u svijetu.

## Zrakoplovi

### Komercijalni
- Embraer EMB 110 Bandeirante
- Embraer EMB 120 Brasilia
- Embraer/FMA CBA 123 Vector
- Embraer ERJ 135 (37 putnika)
- Embraer ERJ 140 (44 putnika)
- Embraer ERJ 145 (50 putnika)
- Embraer 170 (80 putnika)
- Embraer 175 (88 putnika)
- Embraer 190 (110 putnika)
- Embraer 195 (122 putnika)

### Vojni
- Embraer EMB 111 Bandeirulha, posebna inačica dizajnirana za pomorsku ophodnju, koristi ga brazilsko ratno zrakoplovstvo
- Embraer EMB 312 Tucano
- Embraer EMB 314 Super Tucano
- AMX International AMX
- Embraer R-99
- Embraer 145 AEW&C
- Embraer 145 RS/AGS
- Embraer P-99
- Embraer KC-390

### Korporacijski
- Embraer Phenom 100
- Embraer Phenom 300
- Embraer Legacy 450
- Embraer Legacy 500
- Embraer Legacy 600
- Embraer Legacy 650
- Embraer Lineage 1000

### Poljoprivredni
- Embraer Ipanema

### Probni
- Embraer MFT-LF

## Budućnost
U listopadu 2010., Embraer je objavio da planira razviti poslovne zrakoplove vrlo dugog dometa, te ulazak u sektor u kojem trenutno dominiraju Gulfstream, Bombardier i Dassault. . U svibnju 2011, Embraer je najavio da razmišlja o izgradnji većih zrakoplova od E-jets, s pet sjedala na istom nivou.

## Vanjske poveznice
Službene stranice